# 普里昂島
普里昂島（英語：Prion Island）是南極洲的島嶼，位於南喬治亞島島嶼灣，幸運角東北面2.4公里，在1912至1913年被繪入地圖，該島嶼被列為保護區。

## 外部連結

普里昂島在島嶼灣的位置

- Film of Prion Island （页面存档备份，存于）
- GSGSSI Information for Visitors document

54°1′S 37°15′W / 54.017°S 37.250°W